# Партридж, Энди

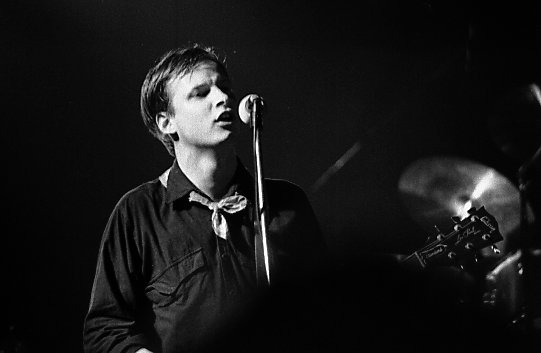
Энди Партридж

Э́нди Па́ртридж (Э́ндрю Джон Па́ртридж, англ. Andrew John Partridge; 11 ноября 1953, Валлетта, Мальта) — британский автор-исполнитель, гитарист, продюсер. Партридж написал большую часть песен для XTC. Партридж родился на Мальте, но вырос в Суиндоне, Уилтшир, где и проживает по настоящее время.
Его патологическая боязнь сцены, стресс и нервные расстройства привели к тому, что с 1982 года XTC перестали ездить в гастрольные туры. Партридж склонен к студийной и продюсерской работе.
Партриджа называют крёстным отцом брит-попа, творчество которого в 80-х повлияло на новые британские инди-группы 1990-х. 